# 3649 Guillermina
3649 Guillermina este un asteroid din centura principală, descoperit pe 26 aprilie 1976 de Felix Aguilar Obs..